# Władysław Chodaczek
Władysław Wojciech Chodaczek (ur. 18 stycznia 1884 w Krysowicach, zm. 1944) – polski filolog klasyczny.

## Życiorys
Urodził się 18 stycznia 1884 w Krysowicach, pow. Mościska, w rodzinie Wojciecha i Joanny z Marków. W 1905 ukończył gimnazjum w Przemyślu. W czasach gimnazjalnych był członkiem tajnej organizacji „Orle Gniazdo”. W latach 1905–1906 odbył jednoroczną służbę w wojsku austriackim. Studia uniwersyteckie odbył na wydziale filologicznym Uniwersytetu Jagiellońskiego w Krakowie, gdzie był uczniem m.in. Kazimierza Morawskiego i Leona Sternbacha. W 1913 uzyskał dyplom doktora.  
Podczas I wojny światowej, w stopniu podporucznika, później porucznika armii austriackiej, walczył na froncie rosyjskim. W latach 1919–1920 w Wojsku Polskim (kapitan rezerwy). Po wojnie pracował jako nauczyciel Gimnazjum IX we Lwowie. Był także wieloletnim lektorem greki na Uniwersytecie Jana Kazimierza. Od 1921 na łamach periodyku „Eos” zamieszczał liczne przyczynki egzegetyczne i krytyczne do dzieł takich autorów, jak Warron, Lukrecjusz i Apulejusz. Od 1934 był dyrektorem Gimnazjum VI im. Stanisława Staszica we Lwowie.
Był także członkiem przybranym Towarzystwa Naukowego we Lwowie (od 9 lutego 1925), współpracownikiem komisji filologicznej Polskiej Akademii Umiejętności, sekretarzem Polskiego Towarzystwa Filologicznego, członkiem zarządu okręgowego Towarzystwa Nauczycieli Szkół Średnich i Wyższych. 
Był mężem Stefanii Jadwigi z Kołowiczów.